# گوفی (کلرادو)
گوفی (به انگلیسی: Guffey) یک منطقهٔ مسکونی در ایالات متحده آمریکا است که در شهرستان پارک، کلرادو واقع شده‌است. گوفی ۹۸ نفر جمعیت دارد و ۲٬۶۳۹ متر بالاتر از سطح دریا واقع شده‌است.